# Manipontonia
Genre
Manipontonia est un genre de crevettes de la famille des Palaemonidae. La plupart de ces espèces vivent en association symbiotique avec des animaux plus grands. 

## Liste des espèces
Selon World Register of Marine Species (1 mai 2021) :
- Manipontonia paeneglabra Bruce, 2012
- Manipontonia persiana Marin, 2010
- Manipontonia psamathe (de Man, 1902) - espèce type

## Publication originale
- (en) A. J. Bruce, J. Okuno et Xinzheng Li, « Manipontonia gen. nov., a new pontoniine shrimp genus for Periclimenes psamathe (De Man) (Crustacea: Decapoda: Palaemonidae) », Zootaxa, Magnolia Press (d), vol. 926, no 1,‎ 30 mars 2005, p. 1–11 (ISSN 1175-5334 et 1175-5326, OCLC 49030618, DOI 10.11646/ZOOTAXA.926.1.1).